# Eleições presidenciais no Gabão em 2009
As eleições presidenciais gabonenses de 2009 serão realizadas em 30 de agosto. A votação foi convocada após a morte do então presidente do país Omar Bongo, em junho do mesmo ano.

## O pleito
Cerca de 357.402 dos 807.402 eleitores inscritos, votaram segundo os números dados pelo ministro., porém, o pleito sofreu uma "reviravolta" com anúncio da desistência de 11 dos 23 candidatos, para que se formassem coligações para tentar eleger André Mba Obame, que enfrenta o filho do homem que governou o país por mais de 40 anos, Ali Bongo. Os desistentes ainda pediram adiamento da eleição. Dois dias antes da votação, fontes próximas de Mba Obame anunciaram o afastamento, a seu favor, de 11 candidatos, entre os quais o ex-primeiro-ministro Casimir Oyé Mba, até então um dos favoritos.De acordo com emissoras regionais, André Mba Obame foi eleito candidato consensual, numa votação secreta, por outros 11 potenciais candidatos. A eleição realizou-se numa reunião que terminou durante a madrugada de 28 de agosto, permanecendo assim 23 candidatos que em principio se apresentarão. O ex-primeiro-ministro Jean Eyeghe Ndong anunciou que, além dele próprio e de Casimir Oye Mbam, também se retiraram Jean Ntoutoume Ngoua, Anna Claudine Assayi Ayo, Jules Aristide Bourdès Ogouliguendé, entre outros. Mesmo assim, Casimir Oye Mba e Jules Aristide Bourdés Ogouliguende, desmentiram o anúncio de sua retirada da corrida presidencial. De 52 anos, Obame, que se apresenta como candidato independente, foi até recentemente um membro pouco influente do Partido Democrático Gabonês (PDG, no poder) e muito próximo de Ali Bongo.
Ali Bongo, venceu a votação com 41,73% dos votos, Andre Mba Obame conseguiu 25,88% dos votos e o opositor histórico Pierre Mamboundou obteve 25,22%. Na altura em que era anunciada a vitória de Ali Bongo nas presidenciais começaram incidentes em vários bairros de Libreville e em Port-Gentil, onde manifestantes partidários de Mamboudou atacaram a prisão e libertaram prisioneiros. Antes a polícia tinha usado gás lacrimogêneo para dispersar manifestantes da oposição que aguardavam a divulgação dos resultados numa praça junto aos escritórios da comissão eleitoral. A oposição convocou três dias de greve geral, em protesto contra a vitória de Bongo, já que o pleito foi considerado fraudulento por vários setores da sociedade. A maioria dos candidatos da oposição no pleito de 30 de agosto e representantes da sociedade civil, para quem a vitória de Bongo foi um "golpe eleitoral", também condenaram a morte de "mais de dez" pessoas na repressão aos protestos. Segundo o porta-voz da oposição, o ex-primeiro-ministro Jean Eyeghe Ndong, outro objetivo da greve é homenagear essas vítimas. Os opositores já informaram que recorrerão ao Tribunal Constitucional. O principal argumento deles é que Bongo só ganhou graças ao uso de urnas não codificadas em quatro províncias do país.